# Vila Holandesa (Jardim Dona Rosa)
A Vila Holandesa, também conhecida como Jardim Dona Rosa, é um conjunto de 20 sobrados localizado no Alto de Santana, na Zona Norte de São Paulo, que se destaca por sua arquitetura inspirada nas casas holandesas, com fachadas de tijolo aparente e janelas verdes. Construída entre 1952 e 1954 pelo casal de imigrantes holandeses Dirk e Selma Berkhout, a vila foi tombada como patrimônio histórico pelo Conselho Municipal de Preservação do Patrimônio Histórico, Cultural e Ambiental da Cidade de São Paulo (Conpresp) em 2018.

## História
O empreendimento foi idealizado por Dirk Berkhout, que atuou como cônsul-geral da Holanda em São Paulo entre o final dos anos 1940 e a década de 1950. Casado com Selma de Vita, cuja mãe era proprietária de uma chácara em Santana, Dirk adquiriu as partes dos demais herdeiros após o falecimento da sogra e decidiu construir ali um conjunto de casas para locação ou venda. Para garantir a autenticidade do projeto, o casal contratou a Empresa Construtora Best Ltda, também de origem holandesa, que já havia realizado obras para empresas como o Banco Holandês Unido e a Philips. As obras começaram em 1952 e foram concluídas em 1954. O objetivo era criar um conjunto residencial com forte identidade holandesa, tanto na arquitetura quanto na disposição das casas. Os primeiros moradores foram, em sua maioria, parentes do casal Berkhout.
Distingue-se por sua arquitetura única: os sobrados possuem geralmente dois pisos, sendo o térreo composto por vestíbulo, duas salas, cozinha e lavabo, e o andar superior com dois quartos e um banheiro. As casas voltadas para a Rua Marechal Hermes da Fonseca apresentam diferenças, pois contam com espaços comerciais no térreo. As fachadas de tijolo aparente e as janelas verdes são marcas registradas do conjunto, que remete imediatamente ao estilo das residências holandesas. As vinte casas estão dispostas tanto na via pública quanto em uma rua particular, que dá acesso às residências mais internas, escondidas para quem passa pela via.
Está situada na Rua Marechal Hermes da Fonseca, em Santana. Embora o nome oficial seja Jardim Dona Rosa, praticamente ninguém a conhece por essa denominação. O nome “Vila Holandesa” tornou-se popular devido à forte ligação com as origens históricas e arquitetônicas das residências. Pode ser visitada, mas o acesso ao interior das casas é restrito, já que a maioria é residencial. Atualmente, além das residências, há estabelecimentos comerciais como padaria, loja de roupas, escritório de advocacia e espaço gastronômico.